# 卡洛拉馬公園 (印地安納州)
卡洛拉馬公園（英語：Kalorama Park）是位於美國印地安納州科西阿斯科縣的一個非建制地區。該地的面積和人口皆未知。